# DKW Schnellaster
De DKW Schnellaster, ook bekend als DKW F89 L, was naast de personenwagen DKW F89 het eerste nieuwe model van Auto Union na de Tweede Wereldoorlog en de eerste auto die in Ingolstadt werd geproduceerd na de heroprichting van Auto Union in West-Duitsland.

## Geschiedenis
De DKW Schnellaster (soms ook geschreven als Schnell-Laster) had een chassis van geprofileerde buizen met een voor die tijd vooruitstrevende frontstuurbouw, voorwielaandrijving en de tweetaktmotor die typisch was voor DKW. De techniek was afgeleid van de DKW F8. De voorwielen waren opgehangen aan draagarmen en een dwarse bladveer, achter met een dwarsliggend torsieveerelement.
Het eerste model was de F89 L met 688 cm³ motor en een drieversnellingsbak, deze leverde 14,7 kW (20 pk) bij 3600 tpm. De voorwielaandrijving, het laagliggende chassis en de compacte achteras maakten vele uitvoeringen mogelijk voor een breed scala aan doeleinden: minibus, gesloten bestelwagen, combi, pick-up (ook als kipper), verkoopwagen, ambulance, veetransporter en ook als chassis-cabine voor speciale opbouwen. De laadruimte van de bestelwagen was ongeveer 5 m³ (2230 × 1390 × 1575 mm) met een buitenlengte van 4177 mm en een breedte van 1670 mm. Het laadvermogen was met 735–800 kg gespecificeerd.
De F89 L met drie versnellingen werd van 1949 tot 1952 geproduceerd, daarna van 1952 tot 1954 met een vierversnellingsbak en tot 16,2 kW (22 pk) verhoogd motorvermogen. Van 1954 tot 1955 werd de Typ 30 met 792 cm³ motor en 22 kW (30 pk) gebouwd. Vervolgens werd van 1955 tot 1962 de DKW Schnellaster Typ 3 met een driecilindermotor met 896 cm³ en 23,5 kW (32 pk) gebouwd. Deze motor was afkomstig van de DKW 3=6.

### DKW Elektro

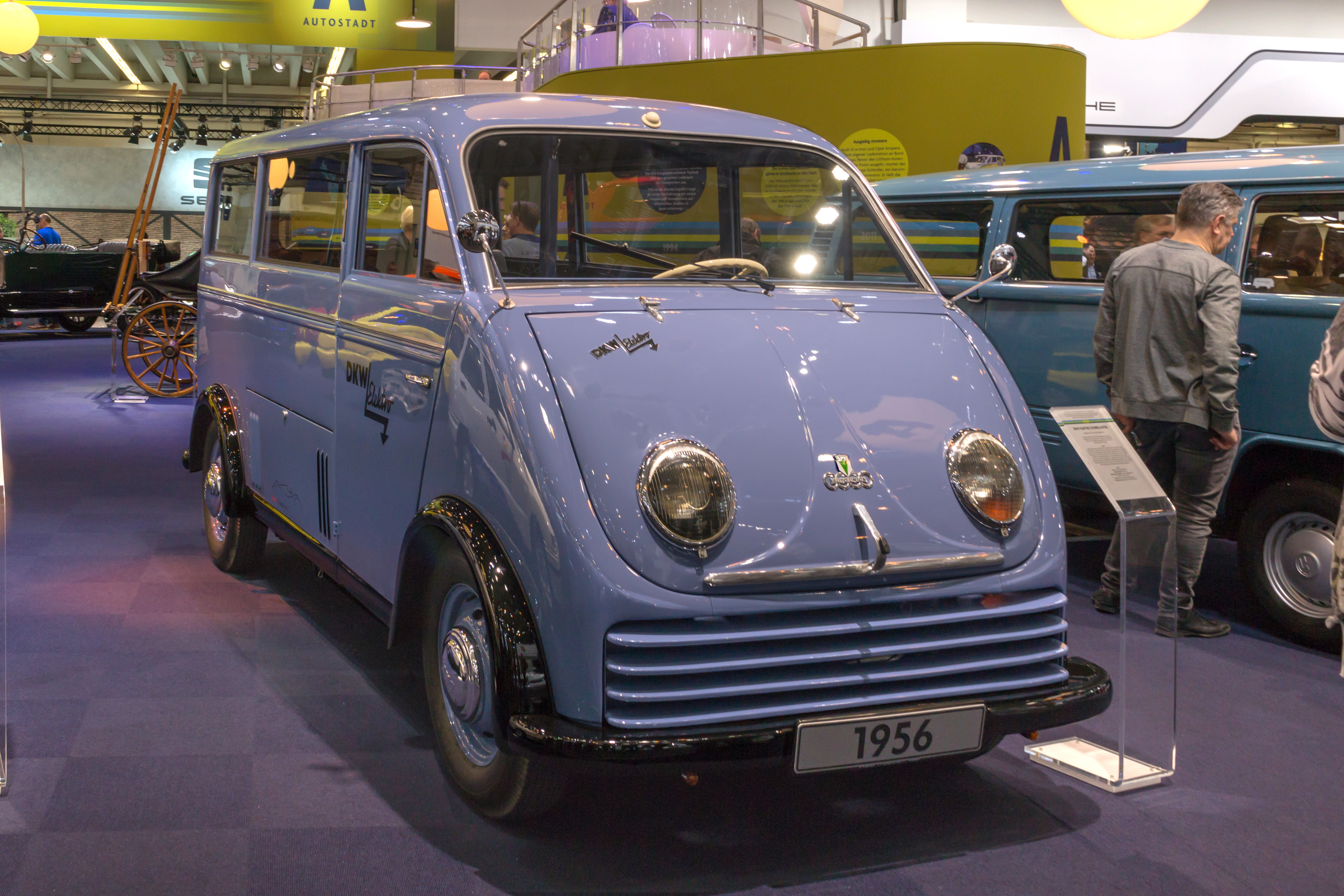
DKW Elektro

Exotisch is de DKW Elektrowagen die was uitgerust met een 4,8 kW elektromotor en een gewicht heeft van ongeveer 1800 kg een maximumsnelheid van 40 km/u bereikt. De motor werd aangedreven door 80 volt 210 Ah loodaccu's, het verbruik was 25 kWh per 100 km. In plaats van een (traploos) gaspedaal had de auto een kleine hendel aan de stuurkolom waarmee vier snelheidsniveaus konden worden gekozen. Een koppeling en handgeschakelde versnellingsbak ontbraken. De DKW Elektro werd bijvoorbeeld gebruikt door energiebedrijven en op de Oost-Friese Waddeneilanden waar voertuigen met verbrandingsmotoren niet waren toegestaan. Er zijn ongeveer 100 exemplaren gebouwd.

### Niet-Duitse productie

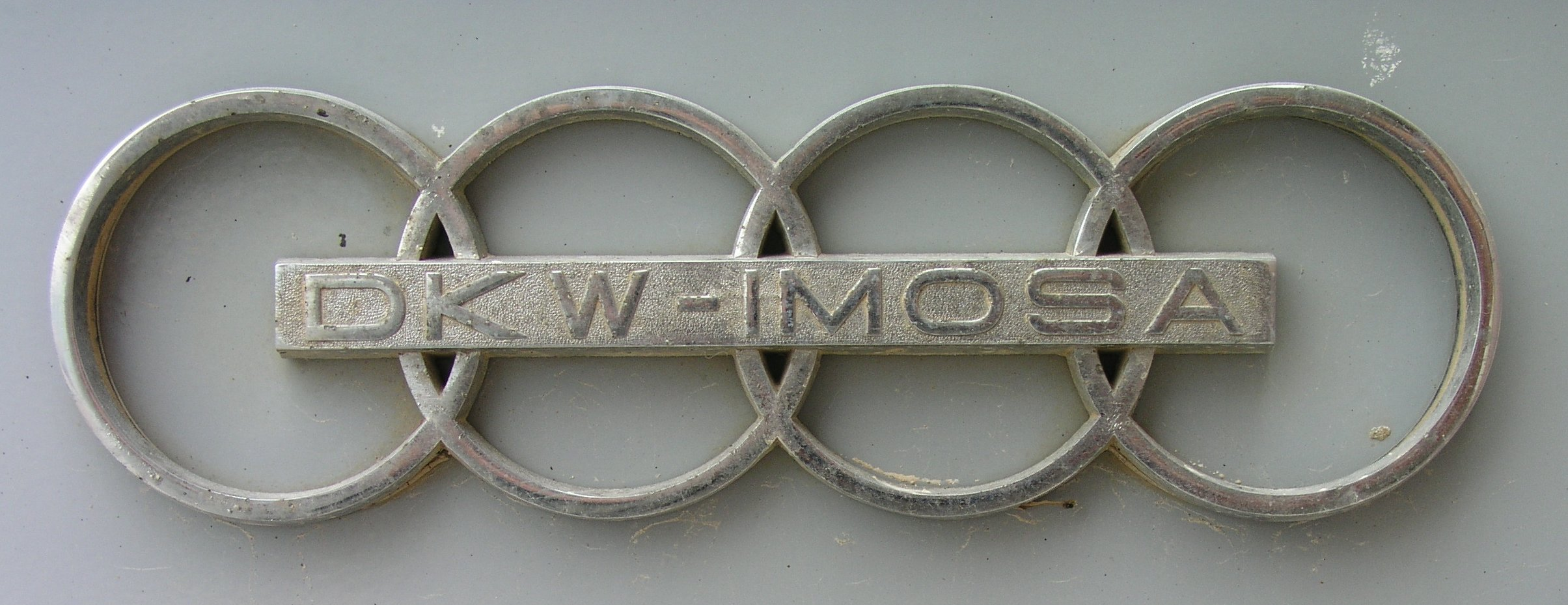
DKW-IMOSA-embleem

De Schnellaster werd vanaf 1954 ook door het Spaanse Industrias del Motor S.A. (IMOSA) in Vitoria geproduceerd en verkocht als DKW-IMOSA F89 L. In het begin van de jaren zestig werd daar een opvolger ontwikkeld met een modern ontworpen frontstuurcabine, ook met een driecilinder tweetaktmotor (981 cm³, 40 pk bij 4200 tpm) en voorwielaandrijving, die door Auto Union van 1963 tot 1965 onder de aanduiding DKW F 1000 L of DKW Imosa ook werd aangeboden op enkele andere markten, waaronder West-Duitsland. Nadat Auto Union tot Volkswagen AG behoorde, was een bestelauto van dit formaat - vooral met een verouderde tweetaktmotor - daar niet langer nodig omdat daar de VW Transporter beschikbaar was. IMOSA, dat tot Daimler-Benz bleef behoren, bleef zijn bestelauto voor de Iberische markt produceren. In de jaren zeventig werd het model hernoemd tot Mercedes-Benz N1300.
In Joegoslavië werden in de jaren vijftig en zestig in Novo mesto verschillende DKW-modellen, waaronder de Schnellaster, geproduceerd onder licentie van het Sloveense Moto Montaža (later IMV). In de jaren zestig volgde de productie van door IMV zelf ontwikkelde kleine bussen en bestelwagens met eigen carrosserieën en voorwielaandrijving. Aanvankelijk nog aangedreven door DKW-tweetaktmotoren, volgden later ook andere motoren.
In Santa Fe in Argentinië werd de Schnellaster geproduceerd door Industria Automotriz Santa Fe S.A. (IASF).
De Finse autofabrikant Suomen Autoteollisuus assembleerde eind november 1956 een reeks van tien Schnellasters in Karis. De auto's werden Danube Sisu genoemd. De carrosserieën werden aan elkaar gelast met West-Duitse apparaten, het lassen van een complete carrosserie duurde slechts twee uur per stuk. Er waren plannen om een grotere productie te starten maar het gebeurde uiteindelijk niet omdat de technisch verouderde auto's niet voldeden aan de behoefte van potentiële Finse klanten.

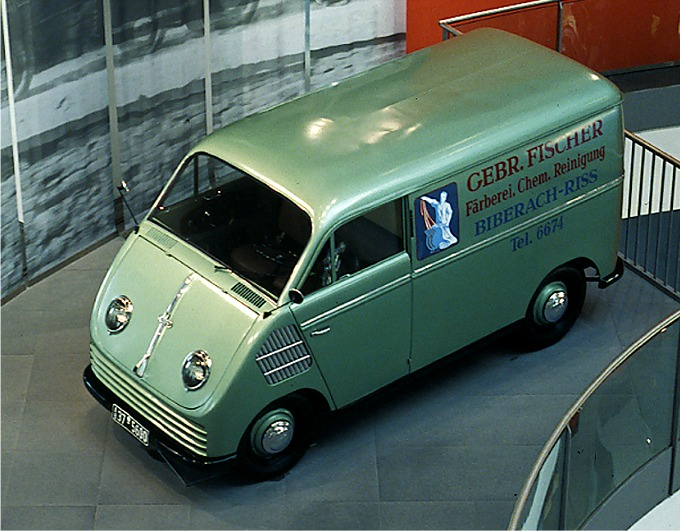
DKW Schnellaster van 1949-1952, in de eerste versie nog met smalle spoorbreedte
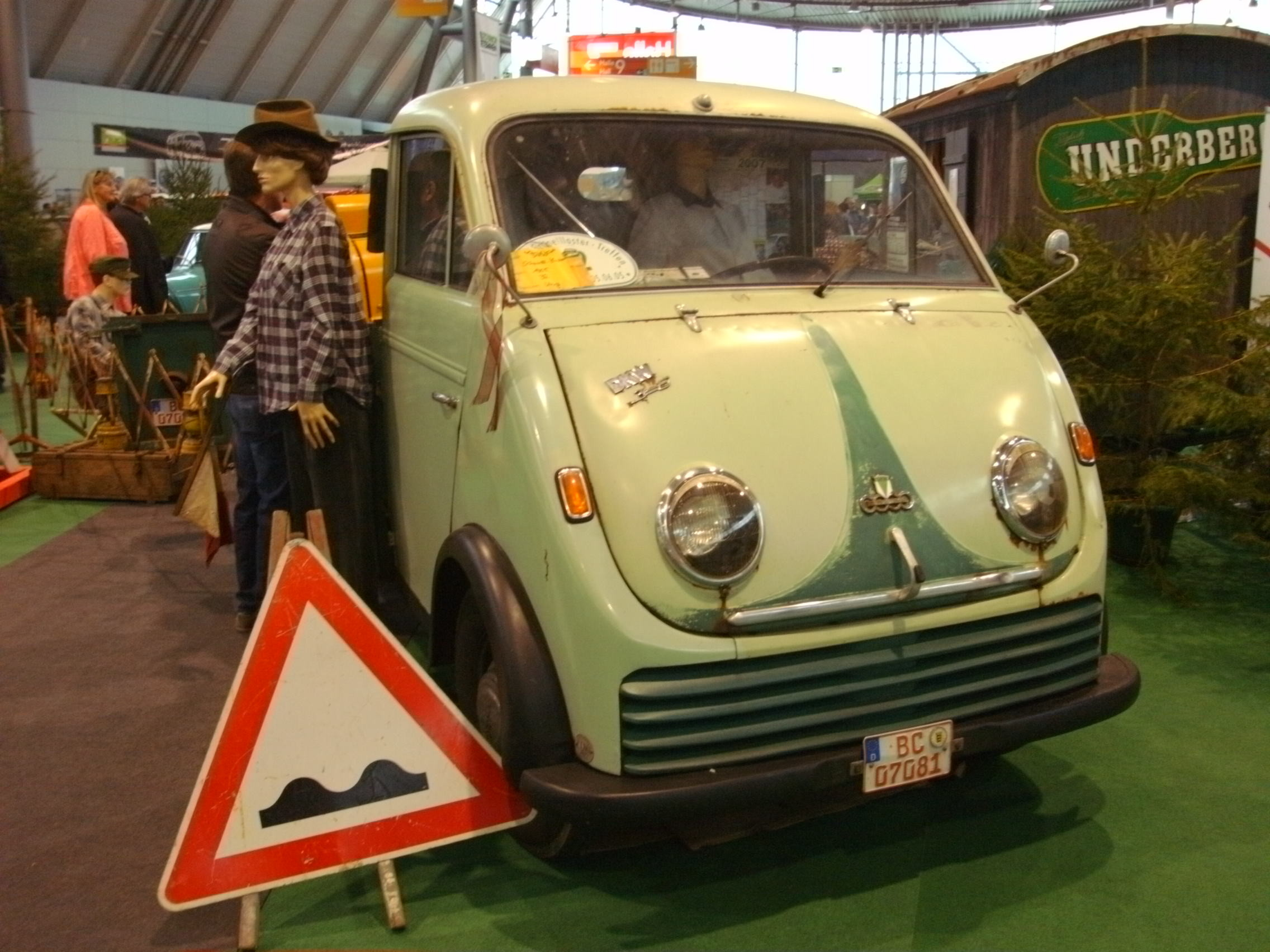
DKW Schnellaster "3=6" pick-up uit 1955 met breder spoor (spatborden)
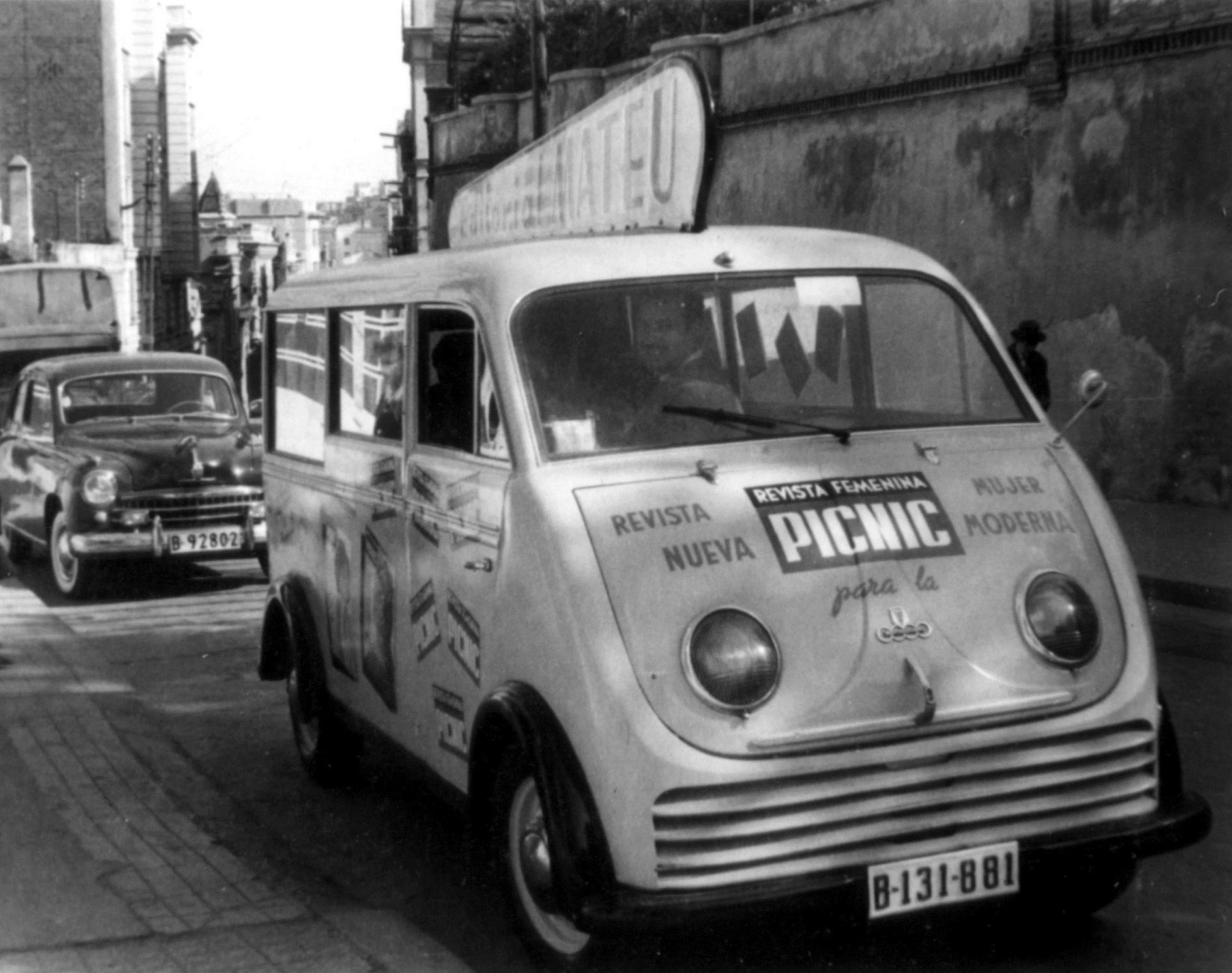
Spaanse DKW-IMOSA F89 L
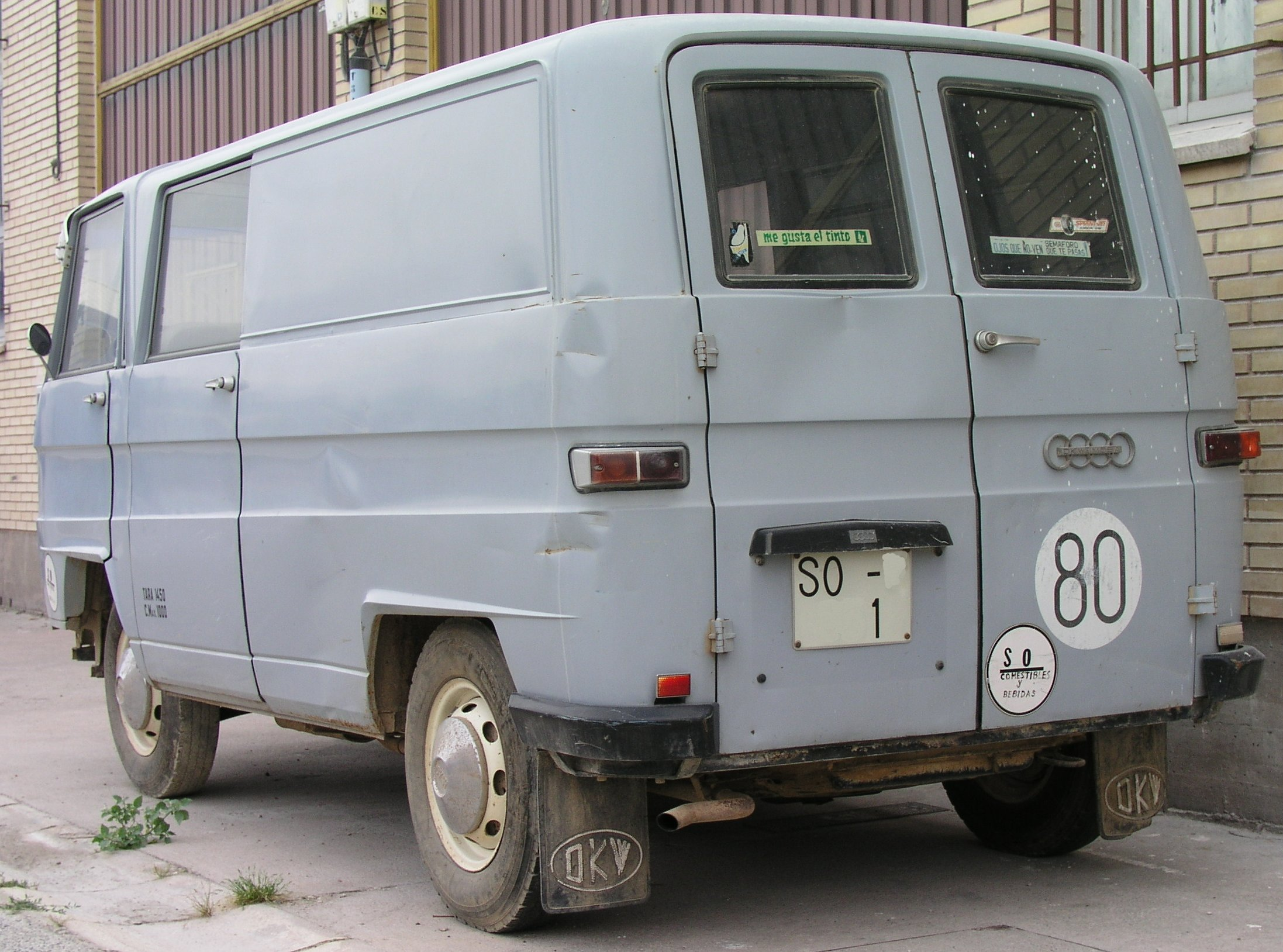
DKW F 1000 L

Modellen voor 1945:
Type P · 
4=8 (V 800/V 1000/Sonderklasse/Schwebeklasse) · 
F1 · 
F2 · 
F4 · 
F5 · 
F7 · 
F8 · 
F9 (prototype)
Modellen na 1945:
F10 · 
Meisterklasse (F89) · 
Sonderklasse (F91) · 
3=6 (F93/94) · 
Monza · 
Junior · 
F11/F12 · 
F102
Terrein- en bedrijfswagens:
Munga (F91/4) · 
DKW Schnellaster · 
DKW F 1000 L
Merknaam Auto Union:
1000 · 
1000 Sp
Afgeleide modellen:
IFA F8 · 
IFA F9 · 
Audi F103